# Akira Senju
Akira Senju (千住 明) est un compositeur, arrangeur et chef d'orchestre japonais.

## Œuvres
Parmi ses compositions figurent Tales of Vesperia: First Strike, Fullmetal Alchemist: Brotherhood, Yomigaeri (en), Fūrin Kazan (Taiga drama) (en), Nada Sōsō (film) (en), Rampo (film) (en), Mobile Suit Victory Gundam, la reprise en 2012 de Iron Chef et la bande sonore de Red Garden et en 2022 la bande sonore de Triangle Strategy. Ses arrangements comprennent Hikari. Il a interprété Handsome Boy, The Snow Queen (Anime) par NHK Japan en 2005